# کاکتوس‌های چاق
ماتوکانا(نام علمی: Matucana) نام یک سرده از تیره کاکتوس است.